# Живкович, Любица
Любица Живкович (25 сентября 1936, Буковац — 13 июня 2017) — югославская шахматистка, международный мастер среди женщин (1966). Международный судья (1984).
Чемпионка Югославии (1959). Участница межзонального турнира на острове Менорка (1973).

## Изменения рейтинга
| Графики недоступны из-за технических проблем. См. информацию на Фабрикаторе и на mediawiki.org. |